# الوكالة التونسية للاتصال الخارجي
الوكالة التونسية للاتصال الخارجي (بالفرنسية: Agence tunisienne de communication extérieure)‏ هي مؤسسة عمومية ذات طابع تجاري، تتمتع بالشخصية المدنية والاستقلالية المالية. أسست في 7 أغسطس 1990، بهدف تعزيز الحضور التونسي وسياسة الدولة التونسية في الإعلام الخارجي والدولي وذلك في كل الميادين. 

بعد ذلك، جعل منها عبد الوهاب عبد الله، مستشار الرئيس زين العابدين بن علي والقريب من زوجته ليلى الطرابلسي، إحدى أكبر وأهم الهيئات التي تكبح حرية الإعلام وحرية التعبيرفي تونس. أصبحت الهيئة الأداة الرئيسية لبروباغندا النظام، ومنع كل تقدم للمجتمع المدني، وذلك بهدف تعزيز وتجميل وتلميع صورة بن علي ونظامه في العالم عبر عدة طرق منها رشوة وشراء ذمم عدة شخصيات إعلامية أجنبية. 

بعد الثورة التونسية في 2011، تم تعليق وإنهاء عمل الوكالة، ولكن لم يصبح ذلك قانونيا إلا في 28 ديسمبر 2012.

## المهام
تدير الوكالة الإيرادات الإشهارية لكل وسائل الإعلام التونسية العمومية، وذلك بهدف وضعها تحت سلطة عبد الوهاب عبد الله. نفس الشيء، تقوم الوكالة بالتضييق على وسائل الإعلام الخاصة الذين لا يتعهدون بالولاء للنظام. 

كما تتحكم أيضا في تبادل البيانات مثل رسائل البريد الإلكتروني المتبادلة بين مستخدمي الإنترنت، ونشطاء المعارضة والصحفيين باستخدام تقنية علبة التفتيش العميق (Deep packet inspection). والوكالة لديها إمكانية الوصول المباشر إلى مزودي خدمات الإنترنت للحصول على تاريخ عناوين الأي بي التونسية. 

كما تصدر الوكالة تصاريح وتراخيص عمل للصحفيين، ولا تتردد في استرجاعها إذا تبين عدم ولاء الصحفي للنظام التونسي، ولذلك تدعو إلى الاندماج في بروباغندا النظام التونسي.

## القادة
أدار هذه الوكالة صلاح الدين معاوي بين 1992 و1995، وأسامة الرمضاني بين 1995 و2010، ثم منجي الزيدي بين 2010 و2011.

من أبرز من عمل فيها هو الإعلامي برهان بسيس.

## حلها وإلغاؤها
بعد الثورة التونسية في 2011، أعلن وزير التنمية الجهوية والمحلية أحمد نجيب الشابي الذي كان معارضا لنظام بن علي، في أواخر يناير 2011 عن حل هذه الوكالة، وتغييرها بهيئة مستقلة. في 3 فبراير 2011، تم تعيين مدير ومتصرف قضائي على رأسها، فانتظار حلها قانونيا ورسميا، الأمر الذي لم يقع إلا في 18 ديسمبر 2012.

طوال مدة عملها، قامت هذه الوكالة بأرشفة كل آثار نشاطها في الفساد والقمع. ولكن أثناء الثورة التونسية، وفي ظل الأوضاع الأمنية المتردية، تم إتلاف الجزء الأكبر من الوثائق وبعثرت جزء منه أمام مقر الوكالة. عدة أشهر بعد تنحية آخر مدير عام لها، أفادت مصالح الوزير الأول الباجي قائد السبسي أنه «توجد آثار لتحويلات بنكية وتذاكر طائرات وتحويلات مالية لصحف. لا يوجد أرشيف واحد في عهد بن علي، كل شيء كان مركزا في قصر قرطاج».

## الضحايا والمستفيدين

### الضحايا

#### تضييق مالي
- المنصف شيخ روحه: المدير العام لمجموعة دار الصباح للصحافة لدفاعه عن حرية التعبير.[5]

#### حملات تشويه
- سهام بن سدرين: صحافية وناشطة حقوق الإنسان.
- راشد الغنوشي: سياسي ورئيس حركة النهضة وناشط حقوق الإنسان.[12]

### المستفيدين

#### الأجانب
- أنطوان صفير، كاتب وصحافي.
- إتيان موجوت، صحافي في لو فيغارو.[9]
- نيكولا دو تافرنوست، رئيس إدارة قناة أم 6.[9]
- دومينيك دو مونفالون، صحافي في لو باريزيان.[9]
- ألان فاي، رجل أعمال ومن أكبر مساهمي إذاعة مونت كارلو الدولية وقناة بي أف أم.[9]
- ميشال شيفر، مختص في المواد الفخمة في لو فيغارو.[9]
- ماري أونج أورلافيل، مختصة في المواد الفخمة في لو فيغارو.[9]
- جيرار غاشيه، سياسي وصحافي ومدير التحرير السابق في فالور أكتويال.[9]
- فرانسوا لا بورد، صحافية في قناة فرنسا 2.[9]

## مقالات ذات صلة
- الرقابة في تونس
- حرية التعبير في تونس